# Javatrast
Javatrast (Turdus javanicus) är en fågel i familjen trastar inom ordningen tättingar.

## Utseende och läte
Javatrasten är en rätt stor trast med lysande orange näbb, ögonring, ben och fötter. Utseendet i övrigt varierar, där fåglar på norra Sumatra och delar av centrala och västra Java är genomgående bruna, medan övriga har orange på buken. Bland lätena hörs låga "cup" och ljudliga, explosiva serier.

## Utbredning och systematik
Fågeln förekommer som namnet avslöjar på Java, men även på Sumatra. Den delas in i sju underarter med följande utbredning:
- Turdus javanicus loeseri – bergen på norra Sumatra
- Turdus javanicus indrapurae – bergen på sydvästra Sumatra
- Turdus javanicus javanicus – centrala Java
- Turdus javanicus biesenbachi – västra Java (berget Papandajan)
- Turdus javanicus fumidus – västra Java (berget Gedeh)
- Turdus javanicus stresemanni – västra Java (berget Lawoe)
- Turdus javanicus whiteheadi – bergen på östra Java

Tidigare inkluderades javatrasten i ötrasten (Turdus poliocephalus), men denna har efter studier delats upp i ett antal arter, bland annat javatrast.

## Levnadssätt
Javatrasten hittas i bergsskogar, vanligen över 2000 meters höjd. Den födosöker på alla nivåer i skogen, framför allt på marken.

## Status
IUCN erkänner den inte som art, varför dess hotstatus inte bedömts.